# Wiedemannia mikiana
Wiedemannia mikiana är en tvåvingeart som först beskrevs av Mario Bezzi 1899.  Wiedemannia mikiana ingår i släktet Wiedemannia och familjen dansflugor. Inga underarter finns listade i Catalogue of Life.